# Bernd Marquart
Bernd Marquart (* 11. Mai 1958 in Rottweil) ist ein deutscher Jazztrompeter.
Marquart hatte mit sieben Jahren Pianounterricht und wechselte im Alter von vierzehn Jahren an die Trompete. Siebzehnjährig gründete er seine erste Jazzband. Von 1979 bis 1981 war er Mitglied der Band von Biréli Lagrène und ist auf dessen Album Routes To Django (1980) zu hören. Dann arbeitete er mit eigenen Gruppen im Combo-Format und im Sextett von Joe Viera. 1983 trat er in New York City mit Jaco Pastorius auf.
Ab 1987 studierte er Musik mit Hauptfach Trompete an der Hochschule für Musik und Darstellende Kunst Stuttgart, um 1989 an die Western Illinois University zu wechseln.
Mit Jan Jankeje gründete er 1988 die Jazz Jokers, die im selben Jahr mit einer gleichnamigen CD debütierten und international tourten sowie auf Festivals spielten (Edinburgh Jazz Festival, 1990; Illinois Festival 1991). Seit 1991 spielt er häufig mit seiner Frau, der Sängerin Ellen Peters, zusammen, unter anderem auf Produktionen mit dem German Pops Orchestra unter Bernd Ruf. Marquart, der sich in seinem Spiel am Bebop orientiert, ist als Dozent bei diversen Workshops für Jazztrompeter tätig.
Marquart lebt in Wernau (Neckar).

## Lexigraphische Einträge
- Martin Kunzler: Jazz-Lexikon. Band 2: M–Z (= rororo-Sachbuch. Bd. 16513). 2. Auflage. Rowohlt, Reinbek bei Hamburg 2004, ISBN 3-499-16513-9.